# 邁克·科荷

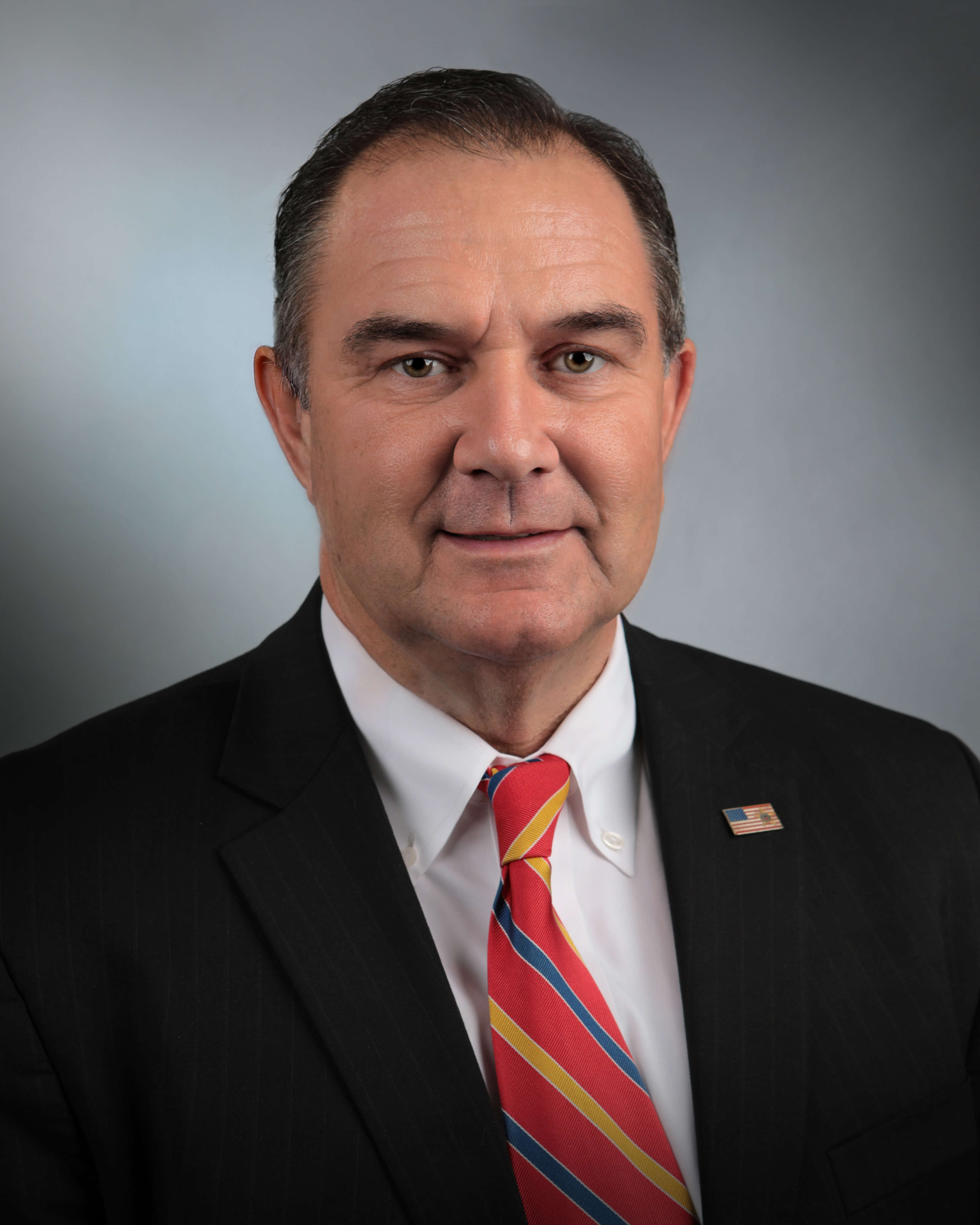

邁克·科荷（英語：Michael Leo Kehoe；1962年1月17日—）是美國政治人物，也是侯任密蘇里州州長。他的黨籍是共和黨。

## 外部連結
- 官方网站